# Songella
Songella is een geslacht van rechtvleugeligen uit de familie krekels (Gryllidae). De wetenschappelijke naam van dit geslacht is voor het eerst geldig gepubliceerd in 1987 door Otte.

## Soorten
Het geslacht Songella omvat de volgende soorten:
- Songella ebneri Chopard, 1927
- Songella obscuripennis Chopard, 1927